# Guillermo Orts-Gil
Guillermo Orts-Gil (Barcelona, 1978) és un químic físic, assessor i divulgador científic català.
Llicenciat en Ciències Químiques per la Universitat de Barcelona el 2004, aquell mateix any es va traslladar a Berlín, on es va doctorar en fisicoquímica per la Universitat Tècnica de Berlín el 2008), i on, més tard, es formaria també en Comunicació de la ciència. A Berlín, ha estat investigador i coordinador de projectes a l'Institut Federal de Recerca de Materials a Alemanya, i coordinador de grup a la Societat Max Planck. El focus de la seva investigació ha girat al voltant de l'estudi de nanotecnologia aplicada a la nanomedicina. El 2014 es va convertir en Director de Comunicació de la Societat de Científics Espanyols a Alemanya (CERFA) i, el 2015, en el primer Coordinador i Assessor Científic Internacional de la Fundació Espanyola per a la Ciència i la Tecnologia (FECYT) a l'Ambaixada d'Espanya a Alemanya. Des de 2008 ha col·laborat en divulgació científica amb mitjans com el Servei d'Informació i Notícies Científiques, El Huffington Post, la revista Investigación y Ciencia -l'edició espanyola de Scientific American-, el programa de televisió El cazador de cerebros, el programa de ràdio "En Conexión", el Webzine EuroScientists i SINC. Des del 2019 i fins al 2022, va treballar com a Cap de Comunicació i Relacions Públiques a l'Institut de Bioenginyeria de Catalunya (IBEC). Des del 2022 és el Director de l'Edició Digital de la revista de divulgació Muy Interesante.
Guillem Orts-Gil ha estat convidat com a ponent a diverses universitats com l'Institut de Tecnologia de Massachusetts, la Universitat Tècnica de Berlín, la Universitat Autònoma de Barcelona, o la Universitat Pompeu Fabra.